# Sesi-SP
Maillots
Sesi-SP est un club brésilien de volley-ball fondé en 2011 et basé à São Paulo qui évolue pour la saison 2016-2017 en Superliga feminina.

## Palmarès
- Championnat sud-américain des clubs
  - Vainqueur : 2014[2]
- Coupe du Brésil
  - Finaliste : 2014, 2015.
- Championnat du Brésil
  - Finaliste : 2014.
- Championnat Paulista
  - Finaliste : 2013.

## Joueurs et personnalités du club

### Entraîneurs
- 2011-janv. 2016 :  Talmo Oliveira
- Janv. 2016-2017 :  Giuliano Ribas
- 2017-2018 :  José Rodolfo Lino